# أل هيرشفيلد
أل هيرشفيلد (بالإنجليزية: Al Hirschfeld) هو مصمم طوابع البريد وفنان أمريكي، ولد في 21 يونيو 1903 في سانت لويس في الولايات المتحدة، وتوفي في 20 يناير 2003 في نيويورك في الولايات المتحدة.

## وصلات خارجية
- أل هيرشفيلد على موقع IMDb (الإنجليزية)
- أل هيرشفيلد على موقع الموسوعة البريطانية (الإنجليزية)
- أل هيرشفيلد على موقع ميوزك برينز (الإنجليزية)
- أل هيرشفيلد على موقع قاعدة بيانات برودواي على الإنترنت (الإنجليزية)
- أل هيرشفيلد على موقع إن إن دي بي (الإنجليزية)
- أل هيرشفيلد على موقع ديسكوغز (الإنجليزية)
- أل هيرشفيلد على موقع قاعدة بيانات الفيلم (الإنجليزية)